# Bez-et-Esparon
Bez-et-Esparon est une commune française située dans l'ouest du département du Gard, en région Occitanie.
Exposée à un climat méditerranéen, elle est drainée par l'Arre et par divers autres petits cours d'eau. Incluse dans les Cévennes, la commune possède un patrimoine naturel remarquable : un site Natura 2000 (les « gorges de la Vis et cirque de Navacelles ») et quatre zones naturelles d'intérêt écologique, faunistique et floristique.
Bez-et-Esparon est une commune rurale qui compte 330 habitants en 2022, après avoir connu un pic de population de 1 043 habitants en 1846. Elle fait partie de l'aire d'attraction du Vigan. Ses habitants sont appelés les Bezronais et Bezronaises.

### Hydrographie et relief

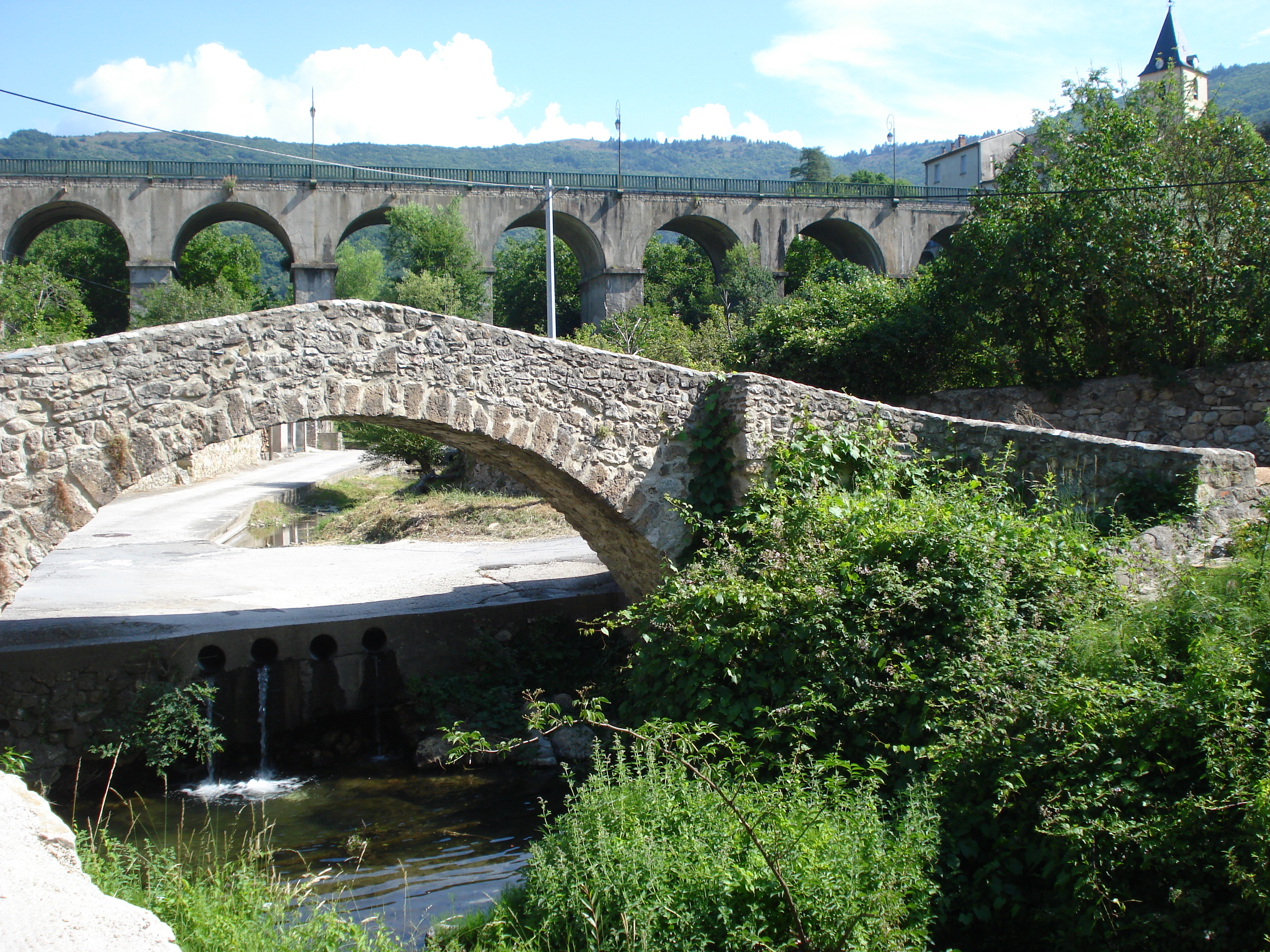
À Bez, le Merlanson avec ses deux ponts.

## Géographie
| Aumessas |                | Bréau-Mars         |
| Arre     | Bez-et-Esparon |                    |
| Arre     | Arre           | Molières-Cavaillac |

### Climat
Pour des articles plus généraux, voir Climat de l'Occitanie et Climat du Gard.
En 2010, le climat de la commune est de type climat méditerranéen altéré, selon une étude s'appuyant sur une série de données couvrant la période 1971-2000. En 2020, Météo-France publie une typologie des climats de la France métropolitaine dans laquelle la commune est dans une zone de transition entre le climat de montagne et le climat méditerranéen et est dans une zone de transition entre les régions climatiques « Provence, Languedoc-Roussillon » et « Sud-est du Massif Central »0.
Pour la période 1971-2000, la température annuelle moyenne est de 12,8 °C, avec  une amplitude thermique annuelle de 16,4 °C. Le cumul annuel moyen de précipitations est de 1 406 mm, avec 9,1 jours de précipitations en janvier et 3,8 jours en juillet. Pour la période 1991-2020, la température moyenne annuelle observée sur la station météorologique la plus proche, située sur la commune du Vigan à 6 km à vol d'oiseau, est de 13,7 °C et le cumul annuel moyen de précipitations est de 1 494,8 mm,. Pour l'avenir, les paramètres climatiques de la commune estimés pour 2050 selon différents scénarios d’émission de gaz à effet de serre sont consultables sur un site dédié publié par Météo-France en novembre 2022.

### Milieux naturels et biodiversité

#### Espaces protégés
La protection réglementaire est le mode d’intervention le plus fort pour préserver des espaces naturels remarquables et leur biodiversité associée,.
La commune fait partie de la zone de transition des Cévennes, un territoire d'une superficie de 116 032 ha reconnu réserve de biosphère par l'UNESCO en 1985 pour la mosaïque de milieux naturels qui la composent et qui abritent une biodiversité exceptionnelle, avec 2 400 espèces animales, 2 300 espèces de plantes à fleurs et de fougères, auxquelles s’ajoutent d’innombrables mousses, lichens, champignons,.

#### Réseau Natura 2000

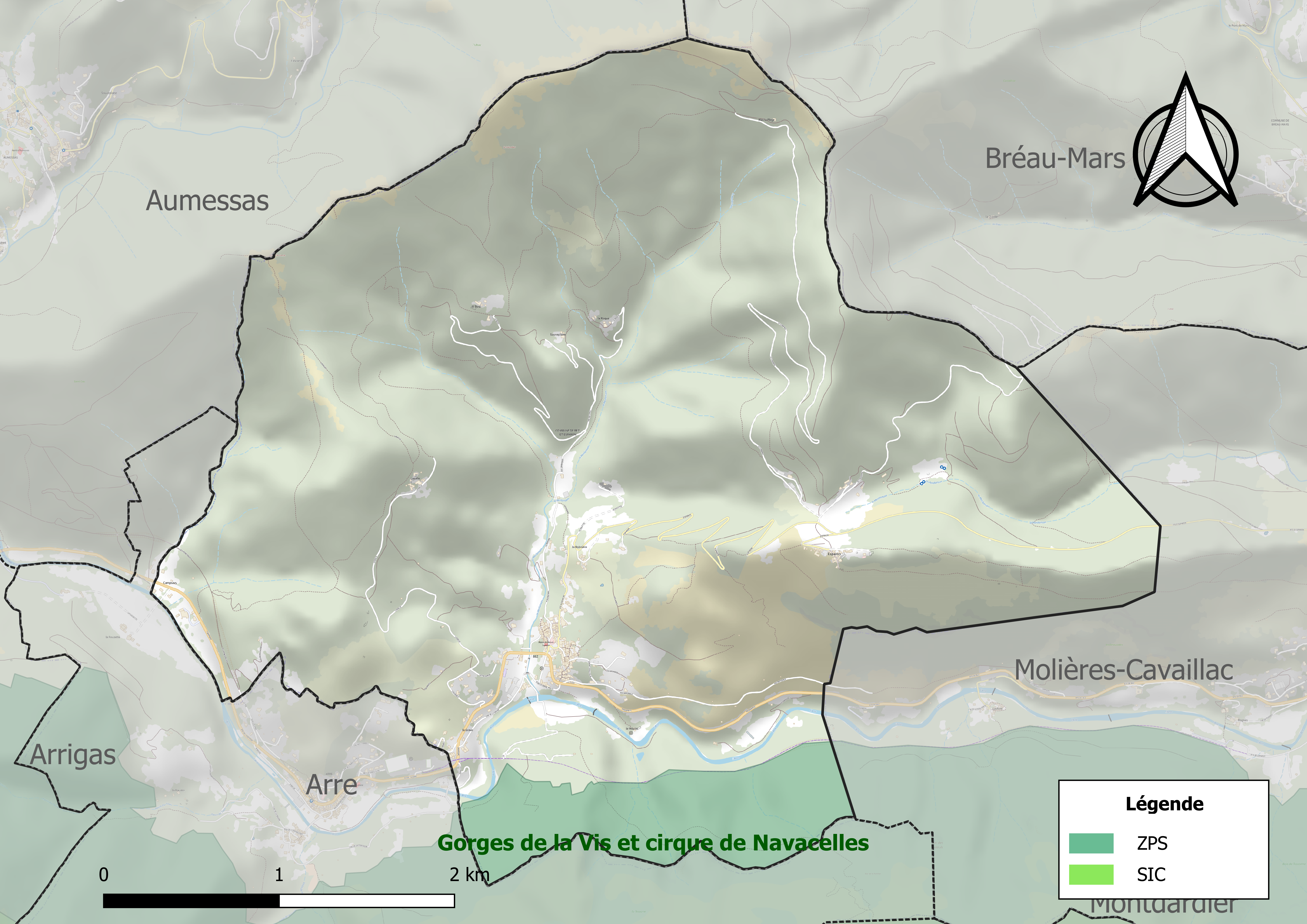
Sites Natura 2000 sur le territoire communal.

Le réseau Natura 2000 est un réseau écologique européen de sites naturels d'intérêt écologique élaboré à partir des directives habitats et oiseaux, constitué de zones spéciales de conservation (ZSC) et de zones de protection spéciale (ZPS).
Un site Natura 2000 a été défini sur la commune au titre  de la directive oiseaux : les « gorges de la Vis et cirque de Navacelles », d'une superficie de 20 277 ha, qui offrent aux oiseaux les milieux nécessaires à la reproduction, à l’hivernage ou au repos en phase migratoire. Il compte, à différentes périodes de l’année, un grand nombre d’espèces remarquables à l’échelle européenne.

#### Zones naturelles d'intérêt écologique, faunistique et floristique
L’inventaire des zones naturelles d'intérêt écologique, faunistique et floristique (ZNIEFF) a pour objectif de réaliser une couverture des zones les plus intéressantes sur le plan écologique, essentiellement dans la perspective d’améliorer la connaissance du patrimoine naturel national et de fournir aux différents décideurs un outil d’aide à la prise en compte de l’environnement dans l’aménagement du territoire.
Deux ZNIEFF de type 1 sont recensées sur la commune :
le « bois de la Tessonne » (507 ha), couvrant 5 communes du département, et 
le « ruisseau du Merlanson » (5 ha)
et deux ZNIEFF de type 2, : 
- le « causse de Blandas » (9 113 ha), couvrant 12 communes dont 11 dans le Gard et 1 dans l'Hérault[17] ;
- les « vallées amont de l'Hérault » (21 533 ha), couvrant 23 communes dont 22 dans le Gard et 1 dans l'Hérault[18].

Carte des ZNIEFF de type 1 et 2 à Bez-et-Esparon.
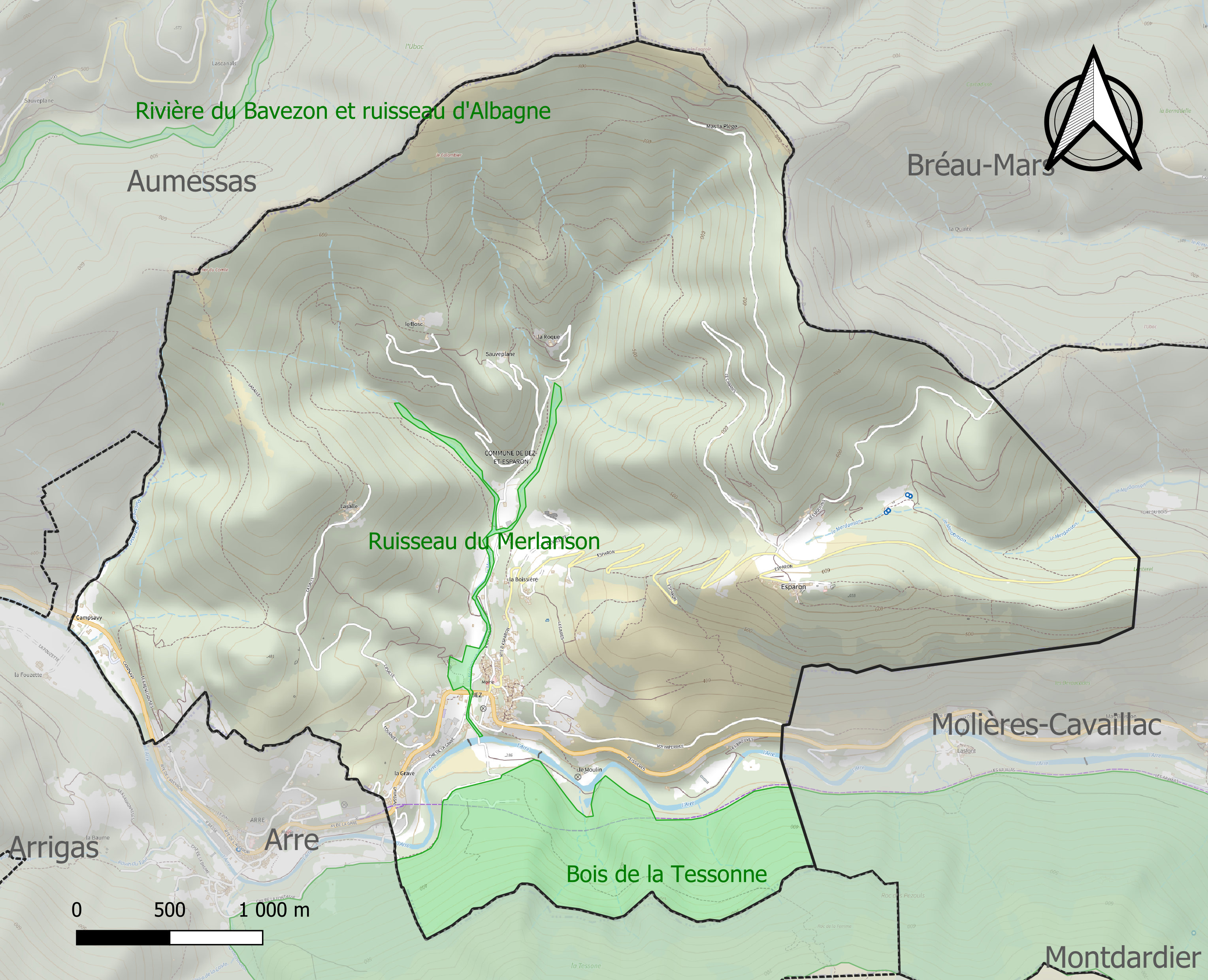
Carte des ZNIEFF de type 1 sur la commune.
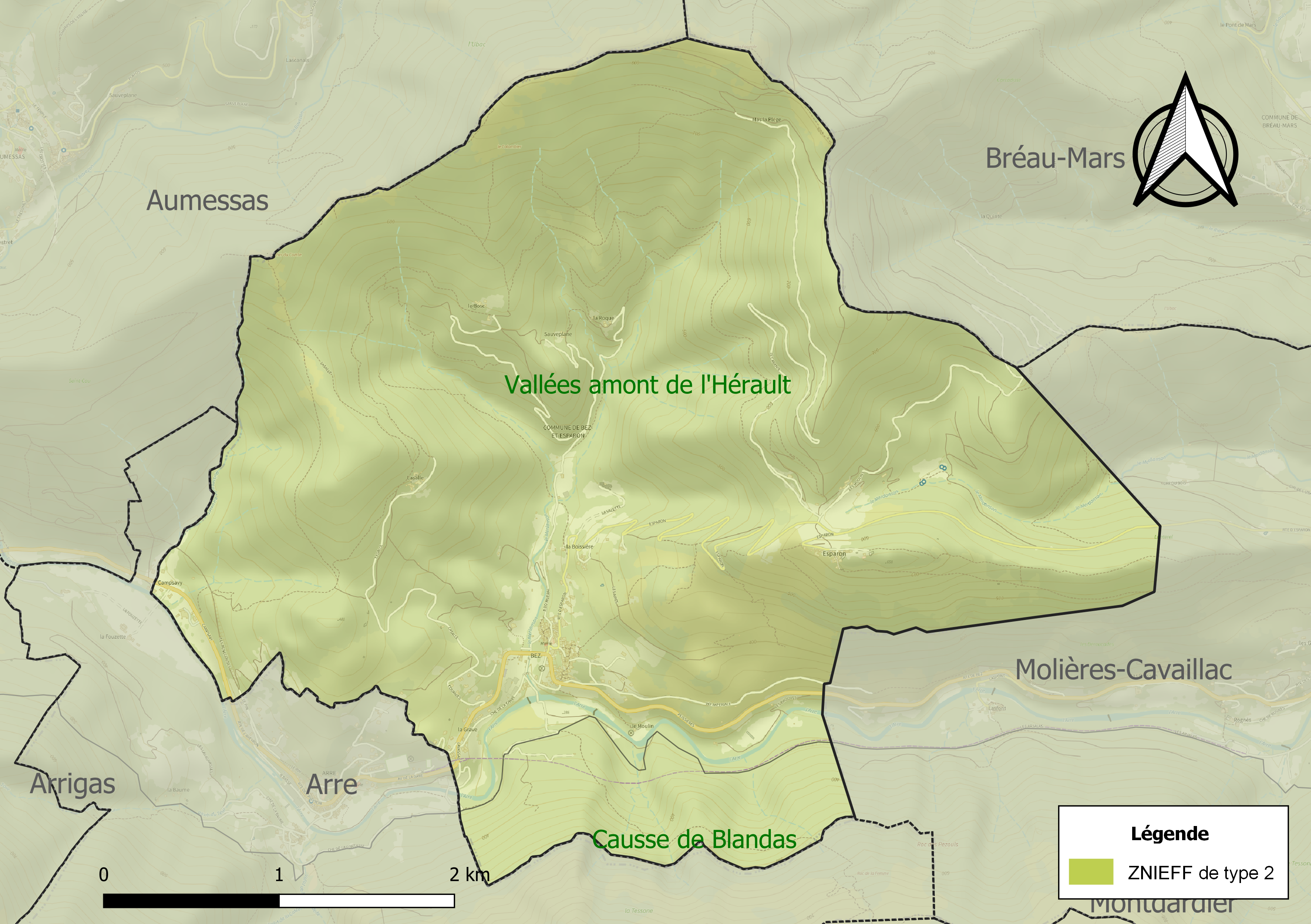
Carte des ZNIEFF de type 2 sur la commune.

## Urbanisme

### Typologie
Au 1er janvier 2024, Bez-et-Esparon est catégorisée commune rurale à habitat dispersé, selon la nouvelle grille communale de densité à sept niveaux définie par l'Insee en 2022.
Elle est située hors unité urbaine. Par ailleurs la commune fait partie de l'aire d'attraction du Vigan, dont elle est une commune de la couronne,. Cette aire, qui regroupe 20 communes, est catégorisée dans les aires de moins de 50 000 habitants,.

### Occupation des sols
L'occupation des sols de la commune, telle qu'elle ressort de la base de données européenne d’occupation biophysique des sols Corine Land Cover (CLC), est marquée par l'importance des forêts et milieux semi-naturels (74,2 % en 2018), une proportion identique à celle de 1990 (74,2 %). La répartition détaillée en 2018 est la suivante : 
forêts (72,9 %), prairies (17,1 %), zones agricoles hétérogènes (8,7 %), milieux à végétation arbustive et/ou herbacée (1,4 %). L'évolution de l’occupation des sols de la commune et de ses infrastructures peut être observée sur les différentes représentations cartographiques du territoire : la carte de Cassini (XVIIIe siècle), la carte d'état-major (1820-1866) et les cartes ou photos aériennes de l'IGN pour la période actuelle (1950 à aujourd'hui).

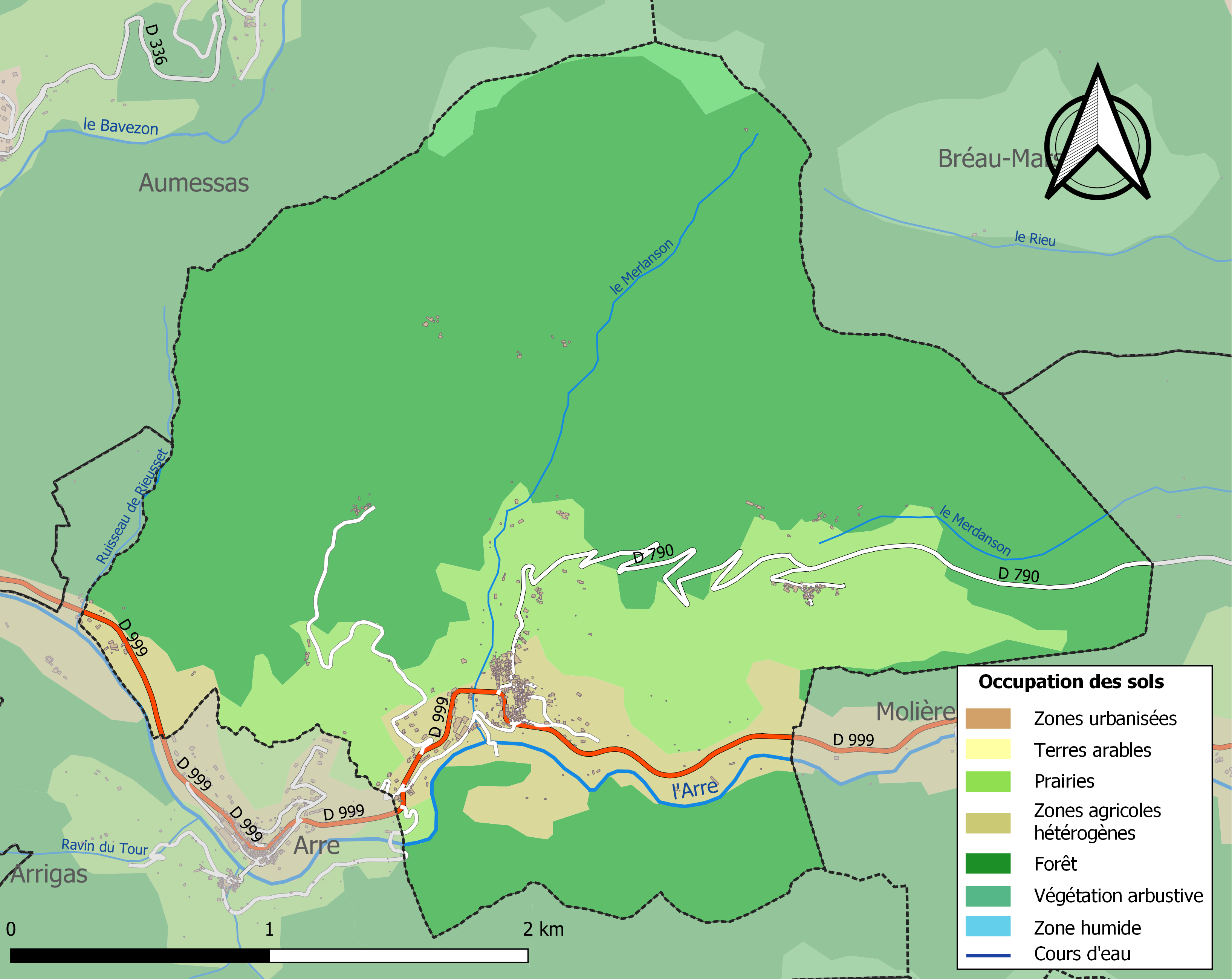
Carte des infrastructures et de l'occupation des sols de la commune en 2018 (CLC).

### Risques majeurs
Le territoire de la commune de Bez-et-Esparon est vulnérable à différents aléas naturels : météorologiques (tempête, orage, neige, grand froid, canicule ou sécheresse), inondations, feux de forêts, mouvements de terrains et séisme (sismicité faible). Il est également exposé à un risque particulier : le risque de radon. Un site publié par le BRGM permet d'évaluer simplement et rapidement les risques d'un bien localisé soit par son adresse soit par le numéro de sa parcelle.

#### Risques naturels
Certaines parties du territoire communal sont susceptibles d’être affectées par le risque d’inondation par débordement de cours d'eau, notamment l'Arre. La commune a été reconnue en état de catastrophe naturelle au titre des dommages causés par les inondations et coulées de boue survenues en 1982, 1994, 1996, 2003 et 2014,.

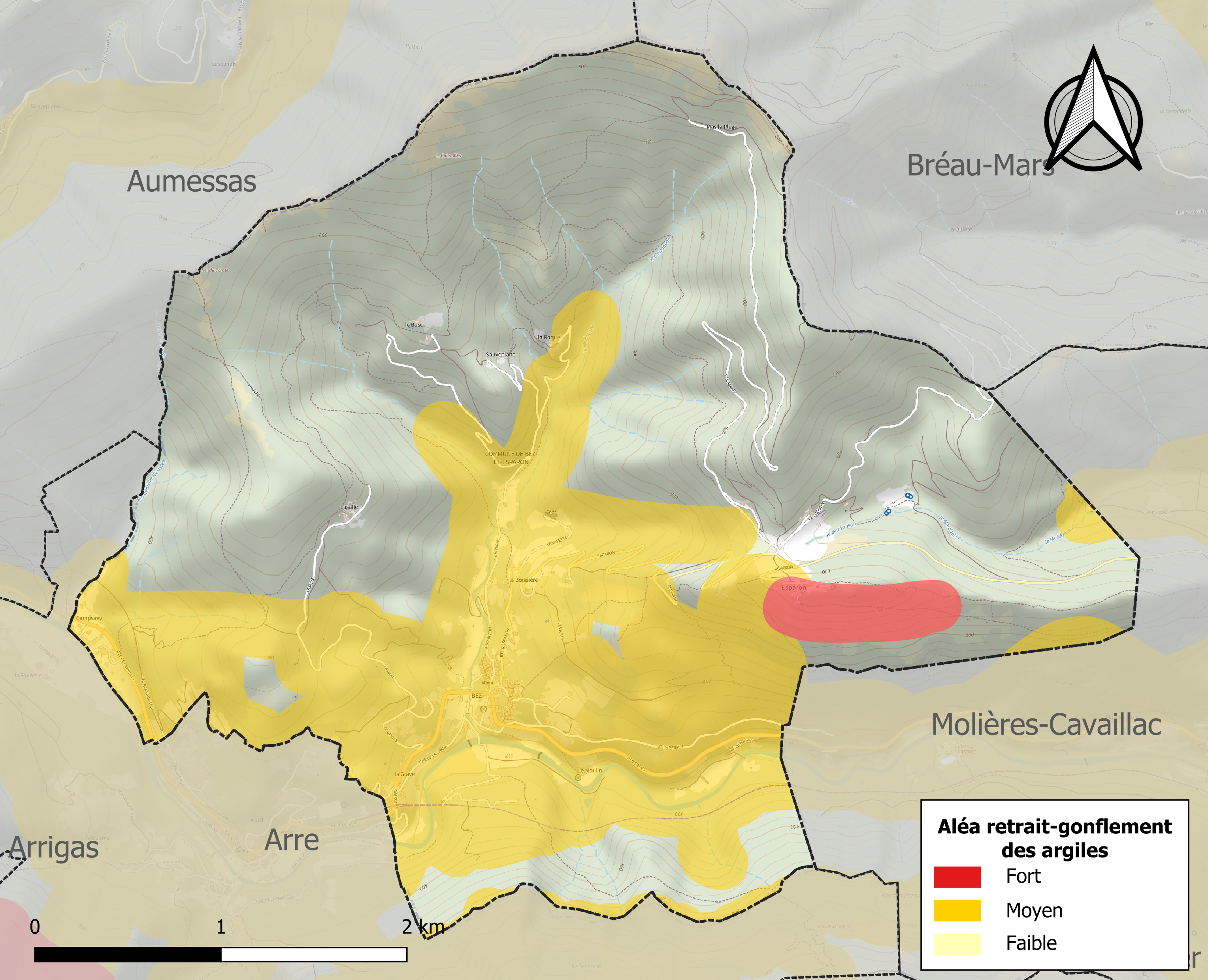
Carte des zones d'aléa retrait-gonflement des sols argileux de Bez-et-Esparon.

La commune est vulnérable au risque de mouvements de terrains constitué principalement du retrait-gonflement des sols argileux. Cet aléa est susceptible d'engendrer des dommages importants aux bâtiments en cas d’alternance de périodes de sécheresse et de pluie. 38,6 % de la superficie communale est en aléa moyen ou fort (67,5 % au niveau départemental et 48,5 % au niveau national). Sur les 231 bâtiments dénombrés sur la commune en 2019, 209 sont en aléa moyen ou fort, soit 90 %, à comparer aux 90 % au niveau départemental et 54 % au niveau national. Une cartographie de l'exposition du territoire national au retrait gonflement des sols argileux est disponible sur le site du BRGM,.
Par ailleurs, afin de mieux appréhender le risque d’affaissement de terrain, l'inventaire national des cavités souterraines permet de localiser celles situées sur la commune.

#### Risque particulier
Dans plusieurs parties du territoire national, le radon, accumulé dans certains logements ou autres locaux, peut constituer une source significative d’exposition de la population aux rayonnements ionisants. Certaines communes du département sont concernées par le risque radon à un niveau plus ou moins élevé. Selon la classification de 2018, la commune de Bez-et-Esparon est classée en zone 2, à savoir zone à potentiel radon faible mais sur lesquelles des facteurs géologiques particuliers peuvent faciliter le transfert du radon vers les bâtiments.

## Politique et administration

### Liste des maires
| Période                                  | Période | Identité               | Étiquette | Qualité |
| ---------------------------------------- | ------- | ---------------------- | --------- | ------- |
| 1800                                     | 1808    | Marc Antoine Saguinède |           |         |
| 1808                                     | 1813    | Pierre Mallien         |           |         |
| 1813                                     | 1818    | Louis Ménard           |           |         |
| 1817                                     | 1818    | Noël Falguière         |           |         |
| Les données manquantes sont à compléter. |         |                        |           |         |

| Période                                  | Période | Identité          | Étiquette | Qualité |
| ---------------------------------------- | ------- | ----------------- | --------- | ------- |
| 1797                                     | 1801    | François Bertrand |           |         |
| 1802                                     | 1814    | Étienne Foby      |           |         |
| 1815                                     | 1818    | André Guy         |           |         |
| Les données manquantes sont à compléter. |         |                   |           |         |

| Période                                  | Période   | Identité                | Étiquette | Qualité              |
| ---------------------------------------- | --------- | ----------------------- | --------- | -------------------- |
| 1818                                     | 1825      | Noël Falguière          |           | Mort en fonction     |
| 1825                                     | 1834      | Louis Ménard            |           |                      |
| 1835                                     | 1848      | Auguste Bonnet          |           |                      |
| 1848                                     | 1869      | Louis Reboul            |           |                      |
| 1869                                     | 1870      | Charles Auguste Bonnet  |           |                      |
| 1870                                     | 1871      | Charles-Arnal Lassale   |           |                      |
| 1871                                     | 1881      | Pierre Félicien Mallien |           |                      |
| 1881                                     | 1892      | Alexandre Boudes        |           |                      |
| 1892                                     | 1894      | François Falguière      |           | Mort en fonction     |
| 1894                                     | 1900      | Charles-Arnal Lassale   |           |                      |
| 1900                                     | 1908      | Pierre Coularou         |           |                      |
| 1908                                     | 1919      | Almir Sarran            |           |                      |
| 1919                                     | 1926      | Henri Barral            |           |                      |
| 1926                                     | 1929      | Almir Sarran            |           |                      |
| 1929                                     | 1935      | Jules Bessière          |           |                      |
| 1935                                     | 1941      | Élie Brun               |           |                      |
| 1941                                     | 1944      | Charles Barral          |           |                      |
| 1944                                     | 1945      | Marceau Maurin          |           |                      |
| 1945                                     | 1953      | Aimé Cougouluègne       |           |                      |
| 1953                                     | 1958      | Joseph Sarran           |           |                      |
| 1958                                     | 1962      | Henri Macmanowicz       |           | Directeur de l'usine |
| 1962                                     | 1971      | Georges Nicol           |           |                      |
| 1971                                     | 1977      | Henri Michel            |           |                      |
| 1977                                     | 1989      | Pierre Boulet           |           |                      |
| 1989                                     | 1995      | Pierre Vassas           |           |                      |
| juin 1995                                | mars 2008 | Roger Goissède          | PCF       |                      |
| mars 2008                                | mai 2020  | Claude Martin           | DVD       | Retraité             |
| mai 2020                                 | en cours  | Romaric Castor          |           | Artisan              |
| Les données manquantes sont à compléter. |           |                         |           |                      |

## Population et société

### Démographie
L'évolution du nombre d'habitants est connue à travers les recensements de la population effectués dans la commune depuis 1793. Pour les communes de moins de 10 000 habitants, une enquête de recensement portant sur toute la population est réalisée tous les cinq ans, les populations de référence des années intermédiaires étant quant à elles estimées par interpolation ou extrapolation. Pour la commune, le premier recensement exhaustif entrant dans le cadre du nouveau dispositif a été réalisé en 2008.

En 2022, la commune comptait 330 habitants, en évolution de −3,23 % par rapport à 2016 (Gard : +2,97 %, France hors Mayotte : +2,11 %).
| 1793 | 1800 | 1806 | 1821 | 1831 | 1836 | 1841  | 1846  | 1851  |
| ---- | ---- | ---- | ---- | ---- | ---- | ----- | ----- | ----- |
| 710  | 740  | 836  | 862  | 918  | 938  | 1 006 | 1 043 | 1 020 |

| 1856  | 1861  | 1866 | 1872 | 1876 | 1881 | 1886 | 1891 | 1896 |
| ----- | ----- | ---- | ---- | ---- | ---- | ---- | ---- | ---- |
| 1 000 | 1 030 | 928  | 927  | 935  | 964  | 867  | 879  | 907  |

| 1901 | 1906 | 1911 | 1921 | 1926 | 1931 | 1936 | 1946 | 1954 |
| ---- | ---- | ---- | ---- | ---- | ---- | ---- | ---- | ---- |
| 660  | 687  | 689  | 596  | 579  | 570  | 514  | 421  | 424  |

| 1962 | 1968 | 1975 | 1982 | 1990 | 1999 | 2006 | 2008 | 2013 |
| ---- | ---- | ---- | ---- | ---- | ---- | ---- | ---- | ---- |
| 469  | 377  | 344  | 338  | 314  | 301  | 348  | 361  | 348  |

| 2018 | 2022 | - | - | - | - | - | - | - |
| ---- | ---- | - | - | - | - | - | - | - |
| 330  | 330  | - | - | - | - | - | - | - |

## Économie

### Revenus
En 2018  (données Insee publiées en septembre 2021), la commune compte 164 ménages fiscaux, regroupant 321 personnes. La médiane du revenu disponible par unité de consommation est de 19 290 € (20 020 € dans le département).

### Emploi
|                | 2008   | 2013   | 2018   |
| -------------- | ------ | ------ | ------ |
| Commune        | 8 %    | 16,8 % | 14,9 % |
| Département    | 10,6 % | 12 %   | 12 %   |
| France entière | 8,3 %  | 10 %   | 10 %   |

En 2018, la population âgée de 15 à 64 ans s'élève à 194 personnes, parmi lesquelles on compte 70,6 % d'actifs (55,7 % ayant un emploi et 14,9 % de chômeurs) et 29,4 % d'inactifs,. En  2018, le taux de chômage communal (au sens du recensement) des 15-64 ans est supérieur à celui du département et de la France, alors qu'en 2008 la situation était inverse.
La commune fait partie de la couronne de l'aire d'attraction du Vigan, du fait qu'au moins 15 % des actifs travaillent dans le pôle,. Elle compte 35 emplois en 2018, contre 39 en 2013 et 40 en 2008. Le nombre d'actifs ayant un emploi résidant dans la commune est de 109, soit un indicateur de concentration d'emploi de 32,2 % et un taux d'activité parmi les 15 ans ou plus de 48,8 %.
Sur ces 109 actifs de 15 ans ou plus ayant un emploi, 23 travaillent dans la commune, soit 21 % des habitants. Pour se rendre au travail, 88,1 % des habitants utilisent un véhicule personnel ou de fonction à quatre roues, 4,6 % les transports en commun, 2,7 % s'y rendent en deux-roues, à vélo ou à pied et 4,6 % n'ont pas besoin de transport (travail au domicile).

### Activités hors agriculture

#### Secteurs d'activités
24 établissements sont implantés  à Bez-et-Esparon au 31 décembre 2019. Le tableau ci-dessous en détaille le nombre par secteur d'activité et compare les ratios avec ceux du département,.
Le secteur de la construction est prépondérant sur la commune puisqu'il représente 41,7 % du nombre total d'établissements de la commune (10 sur les 24 entreprises implantées  à Bez-et-Esparon), contre 15,5 % au niveau départemental.

### Agriculture
|               | 1988 | 2000 | 2010 | 2020 |
| ------------- | ---- | ---- | ---- | ---- |
| Exploitations | 7    | 3    | 5    | 4    |
| SAU (ha)      | 77   | 195  | 327  | 234  |

La commune est dans les Cévennes, une petite région agricole occupant l'ouest du département du Gard. En 2020, l'orientation technico-économique de l'agriculture  sur la commune est la polyculture et/ou le polyélevage. Quatre exploitations agricoles ayant leur siège dans la commune sont dénombrées lors du recensement agricole de 2020 (sept en 1988). La superficie agricole utilisée est de 234 ha,,.

### Entreprises de l'agglomération
- La Boucherie de la Ferme - Producteurs de viandes de bœuf Aubrac, agneau de Lozère et porc de l'Aveyron 100 % bio

## Culture locale et patrimoine

### Édifices civils
- Château de La Valette
- Château de Bez ;
- Château Massal ;
- La maison à la Tour. Ancienne demeure médiévale dans le village ;
- Fontaine de la place. Installée grâce au don du comte Achille Kuhnholtz-Lordat ;
- Le Pont de la Grave (XVIIIe siècle) ou viaduc du Merlanson. Il enjambe Le Merlanson ;
- Viaduc de Lavassac (de « type Eiffel ») enjambant l'Arre ;
- Fontaine Lointe ;
- Pic et hameau d'Esparon. Inscrits à l’Inventaire Supplémentaire des Monuments Historiques par arrêté du 15 juin 1976 ;
- Le Four à Pain d'Esparon.

### Édifices religieux
- Église Saint-Martin de Bez ;
- Ancien prieuré de Bez (derrière l'église Saint-Martin de Bez) ;
- Calvaire Notre-Dame de Bez ;
- Chapelle Sainte-Philomène d'Esparon.

### Personnalités liées à la commune
- La famille Coupier de La Valette fait don en 1854 à la paroisse Saint Martin de Bez d’une cloche et autorise la commune l’accès à un chemin de mines privé pour relier Bez et Esparon au début du XXe siècle.
- La famille Liron d'Airolles
- La famille Bastier de Bez
- La famille Kuhnholtz-Lordat
- Augustin-Antoine Cavalier (1763-1847), homme politique de conviction royaliste, maire de Nîmes de 1819 à 1824
- La famille Brun d'Arre
- La famille Panerai
- Meyer Marcel Bluwal-(1925-2021)- metteur en scène et réalisateur, pionnier de la télévision française.

## Héraldique
| Blason de Bez-et-Esparon | Blason  | De gueules aux trois besants d'argent. |
| Blason de Bez-et-Esparon | Détails |                                        |